# Єлизавета Бранденбурзька (1451—1524)
Єлизавета Бранденбурзька (нім. Elisabeth von Brandenburg, 29 листопада 1451 — 28 березня 1524) — бранденбурзька принцеса з династії Гогенцоллернів, донька курфюрста Бранденбургу Альбрехта III Ахілла та баденської маркграфині Маргарити, дружина Ебергарда II — графа Вюртемберг-Штутгарту, який згодом нетривалий час був герцогом Вюртембергу.
На відміну від чоловіка, не зазнала вигнання. В той час, як Ебергард, після зречення у 1498 році, решту життя провів у Пфальці, Єлизавета від 1499 року мешкала у Нюртінгені. Багато займалася благодійністю.

## Біографія
Народилась 29 листопада 1451 року в Ансбасі третьою дитиною та другою донькою в родині маркграфа Бранденбург-Ансбаху Альбрехта III Ахілла та його першої дружини Маргарити Баденської. Мала старшу сестру Урсулу. Брат Вольфганг помер немовлям до її народження. Згодом народилася молодша сестра Маргарита та брат Йоганн.
1457 року батько став також правителем Бранденбург-Кульмбаху. Матір померла у жовтні того ж року. У листопаді 1458 року Альбрехт III узяв другий шлюб із Анною Саксонською, яка народила ще 13 дітей, з яких восьмеро досягли дорослого віку. Більшість єдинокровних суродженців Єлизавети з'явилась на світ вже після її одруження.

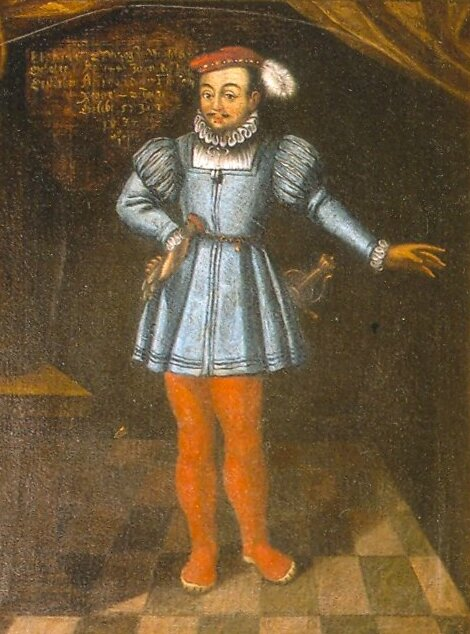
Ебергард Вюртемберзький

У 15 років принцеса стала дружиною 20-річного Ебергарда Вюртемберзького, старшого сина графа Вюртемберг-Штутгарту Ульріха I. Весілля пройшло у квітні або травні 1467 року. Шлюб виявився нещасливим і бездітним. Єлизавета надовго поверталася до родини.
Вже після її одруження батько став курфюрстом усього Бранденбургу після зречення старшого брат Фрідріха II. Чоловік принцеси у 1480 році став графом Вюртемберг-Штутгарту. Втім, вже у грудні 1482 році він підписав Мюнзінгерський договір, за яким в одну країну воз'єднувались Вюртемберг-Штутгарт і Вюртемберг-Урах на чолі з Ебергардом I, сам же був проголошений лише його наступником. Згідно з цим документом, у лютому 1496 року він і став герцогом Вюртембергу. Дуже скоро почалися проблеми зі шляхтою, і в 1498 році Ебергард втік до Ульму. В обмін на щорічну пенсію у розмірі 6000 гульденів, він погодився на вигнання, і решту життя провів у Пфальці.
На відміну від чоловіка, герцогині дозволили залишитися у Вюртемберзі. Ебергард однією зі своїх умов зречення назвав необхідність наступнику піклування про Єлизавету згідно її статусу, і, за Хорбським договором, регент прямо брав на себе обо'язок турботи про неї. У 1499 році вона переїхала до замку Нюртінгену. Була відома як благочестива жінка, що багато займалася благодійністю. Багато зробила для відновлення міста після пожежі, що трапилася за 20 років до цього.
Померла у Нюртінгені 28 березня 1524 року. Похована у колегіальній церкві Штутгарту, її чоловік похований у колегіальній церкві Гайдельбергу.

## Родина
Чоловік —  Ебергард II, граф Вюртемберг-Штутгартський, герцог Вюртемберзький
Діти: не було